# Ken Bannister
Kenneth Darnell Bannister, detto Ken (Baltimora, 1º aprile 1960), è un ex cestista e allenatore di pallacanestro statunitense, professionista nella NBA, in Israele, Spagna, Argentina e Brasile.

## Carriera
È stato selezionato dai New York Knicks al settimo giro del Draft NBA 1984 (156ª scelta assoluta).

## Palmarès

### Giocatore
- 2 volte campione USBL (1992, 1993)
- USBL Postseason MVP (1993)
- USBL Player of the Year (1993)
- All-USBL First Team (1993)
- Miglior marcatore USBL (1993)
- Migliore nella percentuale di tiro USBL (1993)